# Tablja
Tablja (italijansko Pontebba, furlansko Pontêbe, nemško Pontafel) je vas in občina na zahodnem robu Kanalske doline v deželi Furlaniji - Julijski krajini.

## Geografija
Tablja leži ob cesti in železniški progi Trbiž - Videm ter sotočju glavne Bele (italijansko Fella) in Tabeljskega pritoka. Bela nato zavije proti jugu v sotesko Železna dolina ter razmejuje Julijske od Karnijskih Alp.
Krajevne skupnosti, ki sestavljajo občino so: Avpa (Aupa, 900 m), Pietratagliata (520 m), Tablja (Pontebba, 565 m), Lipalja vas (Laglesie San Leopoldo, 603 m), Gornja Studena (Studena Alta, 888 m) in Dolnja Studena (Studena Bassa, 630 m).

## Zgodovina
Prvo naselje je nastalo že v antiki. V 7. in 8. stoletju pa so to območje poselili Slovani.
Sedanje naselje se v starih listinah prvič omenja 1184. Leta 1342 je oglejski patriarh Bertrand kraju podelil tržne pravice do neobdavčenega sejma, ki jo je ohranil vse do danes. Do prve svetovne vojne so trgovali šest dni, potem pa tri dni. Danes semanji dan praznujejo 8. septembra na dan Marijinega rojstva. 
Tablja je bila prva župnija v vzhodnem delu Furlanije. Od 16. stoletja se je kraj razvijal kot obmejno naselje med Avstrijo in Beneško republiko. Po potoku Pontebbana je zatem potekala avstrijsko-italijanska meja do leta 1919 in delila naselje na dve skupnosti Pontebba (Veneto, Italija) in Pontafel (Avstro-Ogrska, Koroška). Še danes stoji ob potoku nekdanji obmejni kamen. Kot Pontebba Nuova je bila priključena Kraljevini Italiji, s slovesnostjo 15. avgusta 1924 pa imenovana kot Pontebba. Od 20. septembra 1926 dalje je samostojna občina.
Cesta med Beljakom in Vidmom je bila zgrajena 1820, železnica pa 1879. Kraj je dobil vlogo mejne tovorne postaje in carinarnice. Tablja je bila med prvo prvo svetovno vojno večkrat bombardirana in popolnoma uničena.

### Potres leta 1976
6. maja 1976 je bil v Furlaniji (tudi v Posočju) rušilni potres, ki mu je do konca leta sledilo še 365 popotresnih sunkov. Epicenter je bil v bližini gore San Sirmione v bližini italjnsko-slovenske meje v okolici Humina (Gemone). Premer območja z največ poškodbami je bil 90 km. Poškodovanih je bilo veliko objektov, saj je področje precej naseljeno, naselja so se oblikovala na vršajih, gradnja pa je bila slaba.
Prvi potres na tem območju naj bi bil že leta 1000, sledili pa so kar pogosto: leta 1117, 24. aprila 1279, 1301, 1348, 6. septembra 1403, 22. februarja 1451 in 3. februarja 1455, 28. julija 1700, 10. julija 1776, 20. oktobra 1788, 6. januarja 1805, 25. oktobra 1812, 22. junija 1879, 9. julija 1908, 27. marca 1928, 18. oktobra 1936, če naštejemo samo rušilne. Posledice potresa leta 1976 so bile hude. V Furlaniji je bilo 987 mrtvih. Glavna potresna sunka sta nastala v maju in septembru, prvi 6. maja ob 20. uri z magnitudo 6,5 in drugi 15. septembra ob 9. uri in 21 minut z magnitudo 6,1. Potres je povzročil večjo materialno škodo na približno 600 km² in je segel tudi v Posočje.

## Cestne povezave
Čez prelaz Cereschiatis preko naselja Aupa pelje utrjena in slikovita gorska cesta do Možaca.
Iz Tablje pelje na sever cesta proti prelazu Mokrine (Naßfeld 1552 mnm), ki se je razvil v moderno avstrijsko smučarsko središče. Cesta je prevozna v vseh letnih časih.
Čez prelaz Cason di Lanza do Paulara na severozahodu prav tako pelje gorska cesta. Najprej se ob potoku Pontebbana dvigne do pašnih planin na višino 1552 m do prelaza, ki je izhodišče za planinske poti na Trogkofel (2279 m), na Rosskofel (Monte Cavallo, 2229 m) in Monte Zermula (2143 m). Od tod se cesta spusti do vasi Paularo, v dolini potoka Chiarzo.

## Kulturno-zgodovinski spomeniki
Zaradi zgodovinskih delitev ima naselje še danes dve cerkvi, ki se med seboj razlikujeta tudi po drugačnih zvonikih. Nekdanja koroška cerkev, iz leta 1368, posvečena sv. Janezu Krstniku, ima čebulasto streho zvonika.

### Cerkev Santa Maria Maggiore
Na furlanski strani, v župnijski cerkvi Santa Maria Maggiore, ki ima piramidasto streho zvonika, se nahaja čudovit poznogotski krilni oltar iz leta 1517, delo beljaških delavnic, verjetno mojstra Henrika iz Beljaka. Na zunanjih stranicah oltarja so prizori Marijinega oznanjenja, Marijinega obiskanja pri Elizabeti, obisk iz Egipta in binkošti. Na notranjih stranicah (vidnih, ko je oltar odprt), so v reliefu prikazani Marijino rojstvo, poroka, smrt, vstajenje in čaščenje.
Na sliki, ki je delo Palma il Giovane, je upodobljena Marija s svetim Rokom in Sebastijanom (1615). Stavba je bila v celoti obnovljena, saj je bila v potresu leta 1976 močno poškodovana. Oltar je bil obnovljen leta 1985.

## Galerija
- Nekdanji obmejni kamen ob mostu čez Pontebbano
- Dantejev trg v Tablji
- Sejem v Tablji
- Poznogotski krilni oltar
- Krilati lev z odprto knjigo, simbol sv. Marka in Beneške republike